# Nidau
Nidau est une commune suisse du canton de Berne, située dans l'arrondissement administratif de Bienne.

## Géographie

Photo aérienne par Walter Mittelholzer (entre 1918 et 1937)

Le cœur historique, comprenant le château qui est le siège des autorités préfectorales ainsi qu'une bonne partie de la ville, se trouvent sur une île, créée par le creusement du canal de Nidau à Büren an der Aare, pendant la correction des eaux du Jura. Celle-ci est bordée par la baie du lac de Bienne et la Thielle qui sort du lac pour se jeter dans l'Aar, juste en amont du barrage de régulation de Port.

## Histoire

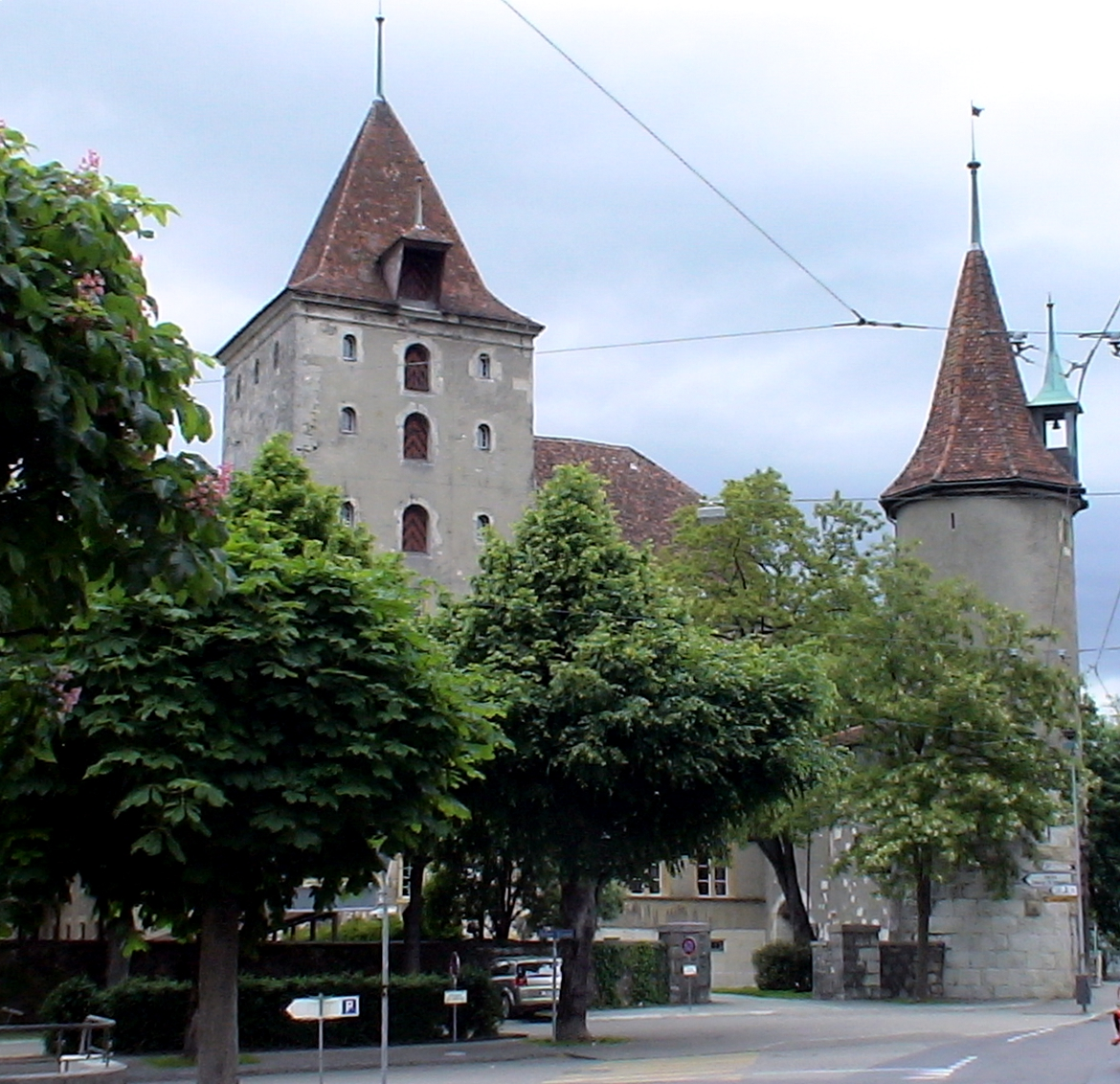
Château de Nidau

Le château a été édifié par les comtes de Neuchâtel avant 1200. On suppose que la ville fut fondée en 1338. Le château a été longtemps entouré d'eau. Le pont-levis sur la Thielle ne disparut qu'en 1872. Lors des guerres, mais aussi en temps de paix, Nidau était la communauté bernoise la plus importante installée sur les bords de l'Aar, contrôlant le trafic entre Berne et l'Évêché de Bâle, la région de Bourgogne et l'Alsace. Mais Nidau se trouvait également sur une importante route de commerce entre le sud de la France, passant par la Savoie, Genève, Lausanne à travers les cantons d'Argovie et de Canton de Zurich pour enfin atteindre le Rhin. Le port de Nidau donnant sur le lac de Bienne et sur la Thielle fut de grande importance pour le trafic fluvial jusqu'au XIXe siècle. Pendant l'occupation française de Bienne en 1798, Nidau fut la frontière douanière entre la Suisse et la France.
Le 5 mars 1798, la 38e demi-brigade de ligne est attaquée par les Suisses à Nidau qui sont mis en déroute.

## Démographie
La distribution des âges dans la population, selon une analyse datant de 2000, se répartit comme suit :
- Enfants - Adolescents (0-19 ans) 17,9 %
- Adultes (20-64 ans) 60,1 %
- Personnes âgées (+ de 64 ans) 22 %

L'évolution de la population nidovienne de 1850 à nos jours :
| Année | Population |
| ----- | ---------- |
| 1850  | 614        |
| 1900  | 1 578      |
| 1950  | 2 800      |
| 1980  | 8 057      |
| 2009  | 6 864      |

## Linguistique
La langue officielle de la commune est l'allemand (73,9 %), avec une importante minorité de 23% de francophones et 2,7 % d'italophones, Nidau (statistiques de 2021: voir références) jouxtant la plus grande ville officiellement bilingue de Suisse : Bienne. Les écoliers nidoviens de langues latines peuvent suivre les écoles françaises biennoises sans payer de frais d'écolage, grâce à un accord financier entre les deux villes validé par votation populaire en 2014 (voir: (de) ).
Nidau compte une bibliothèque alémanique mais également une bibliothèque romande, ouverte 3 jours par semaine.

## Culture et patrimoine

### Héraldique
| Blason | Blasonnement : D'argent à une écrevisse de gueules et une truite d'azur posées en pal |

### Musées
Musée du Château de Nidau, consacré à la correction des eaux du Jura.

### Événements
- Le Zibelemärit, le Marché aux oignons, a lieu chaque année en octobre.
- La Stedtlifest se tient annuellement fin mai ou début juin (site officiel)
- Le cinéma open air se tient à fin juillet/début août dans l'enceinte du château (site officiel)

### Personnalités
- Ulrich Ochsenbein (1811–1890), ancien Conseiller fédéral
- Eduard Müller (1848-1919), ancien Conseiller fédéral
- Georg Simon Ohm (1789–1854), physicien (loi d'Ohm), enseigna à Nidau

## Transports

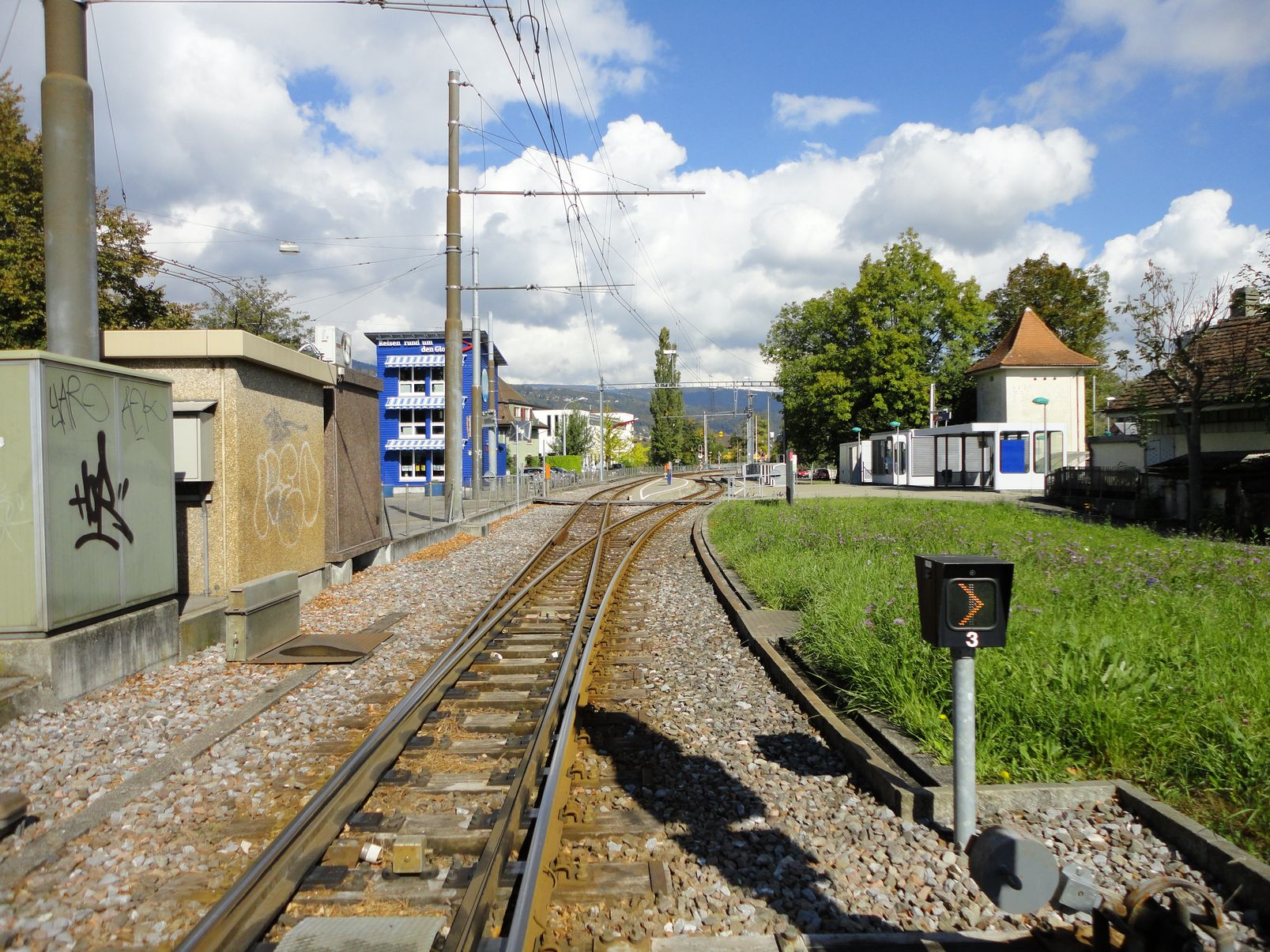
La gare du BTI

### Train
La ville de Nidau se trouve sur la ligne Bienne–Täuffelen–Anet appartenant à l’entreprise de transports Aare Seeland mobil (ASm).
Prix du trajet Nidau-Bienne : CHF 3.30.
Durée du trajet Nidau-Bienne : ~4 minutes

### Bus
Une ligne de trolleybus permet de rejoindre Bienne (ligne 4), capitale du Seeland.
Prix du trajet Nidau-Bienne : CHF 3.30.
Durée du trajet Nidau-Bienne : ~6 minutes

### Bateau
Un ancrage sur le canal de Nidau-Büren, pendant les beaux jours, permet l'accès au parcours nautique Bienne-Nidau-Soleure et retour au long du canal de Nidau-Büren de l'Aar.
Durée du trajet Nidau-Soleure : 1 heure 35 minutes (Nidau-Port-Brügg-Büren-Grenchen-Altreu-Solothurn)
Prix du trajet Nidau-Soleure : Plus d'infos

## Galerie

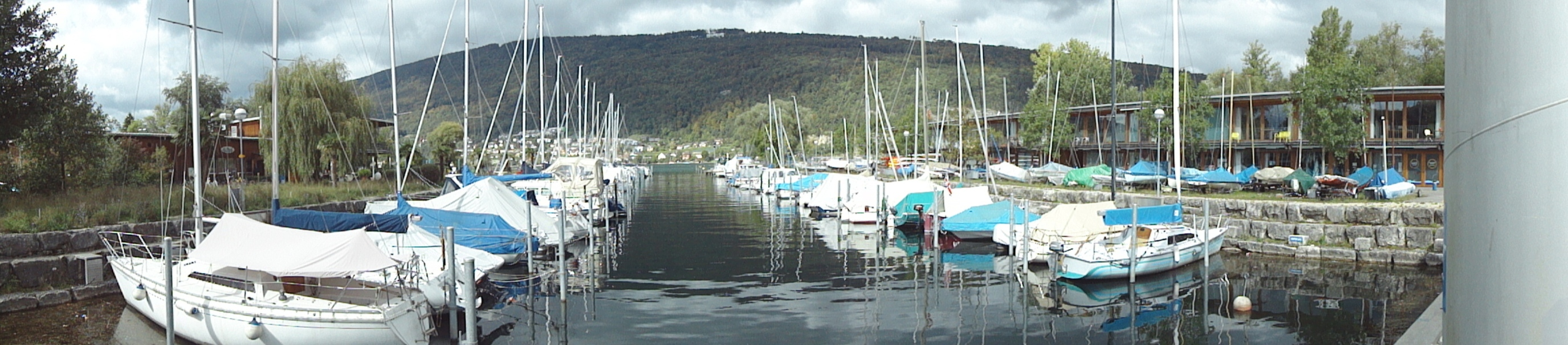
Vue panoramique du port de Nidau

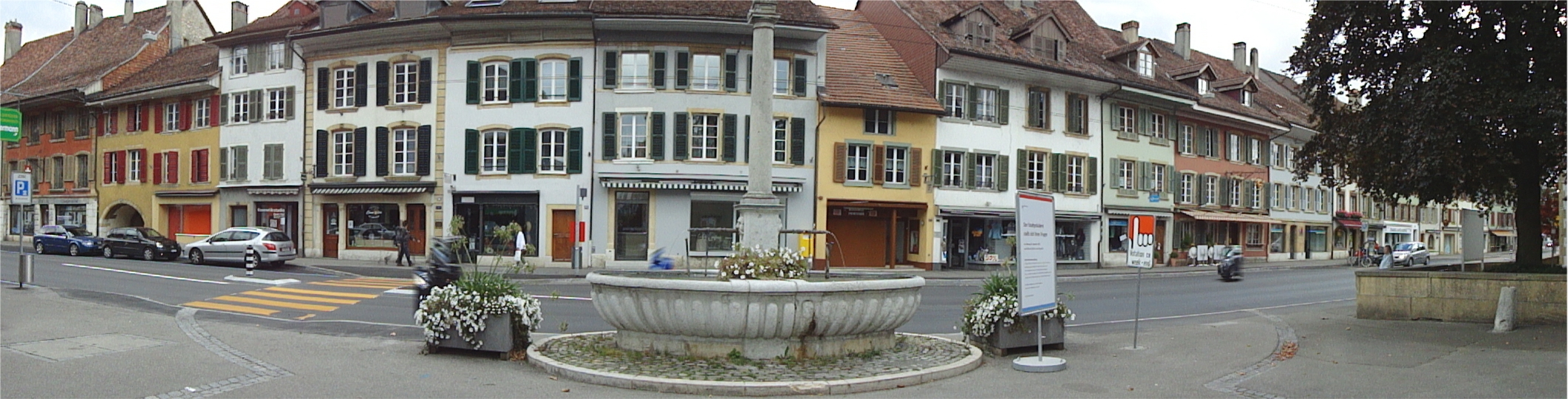
Vue panoramique de la vieille ville

## Sources